# Джуманиязов, Рузмет
Рузмет Джуманиязов — советский хозяйственный, государственный и политический деятель.

## Биография
Родился в 1917 году в Хазараспском районе. Член КПСС.
С 1937 года — на хозяйственной, общественной и политической работе. В 1937—1971 гг. — учитель узбекского и русского языков при Хивинском педагогическом техникуме, преподаватель языка и литературы неполной средней школы им. 8 марта в г. Хива, заведующий учебной частью неполной средней школы им. Ленина в г. Хива,
инструктор Хивинского райкома КП Узбекистана, участник Великой Отечественной войны, заместитель командира роты по политической части в составе 422-го стрелкового полка, 170-й стрелковой дивизии на Северо-Западном фронте, секретарь (по кадрам) в Хивинском РК КП Узбекистана, секретарь Кош-Купырского РК КП Узбекистана, председатель Хорезмского облисполкома, секретарь Хорезмского обкома КП Узбекистана, слушатель партшколы при ЦК КП Узбекистана, первый секретарь Хивинского РК КП Узбекистана., директор Хорезмского хлопкотреста, первый секретарь Мангитского РК КП Узбекистана, первый секретарь Янги-Базарского РК КП Узбекистана, первый секретарь Гурленского РК КП Узбекистана, начальник Ургенчского СМУ.
Умер в Ургенче в 1971 году.